# Konrad von der Schmitt
Konrad von der Schmitt (* 30. Januar 1887 in Darmstadt; † 15. September 1951 in Langen) war ein hessischer Politiker (KPD) und ehemaliger Abgeordneter des Hessischen Landtags sowie des Landtags des Volksstaates Hessen in der Weimarer Republik.
Konrad von der Schmitt wurde als Sohn des Schuhmachers Konrad von der Schmitt und seiner Frau Dorothea geborene Bauer geboren. Er besuchte die Volksschule und das Realgymnasium und studierte nach der Reifeprüfung in Gießen und München für das höhere Lehramt. Ab 1910 war er an verschiedenen Schulen in Hessen tätig. 1915 bis 1918 leistet er Kriegsdienst. 1920 war er Oberlehrer in Darmstadt, 1921 in Offenbach, wo er Studienrat wurde. 1925 wurde er wegen kommunistischer Tätigkeiten nach Alsfeld strafversetzt. 1928 schied er aus dem Schuldienst aus und wurde hauptamtlicher KPD-Funktionär. Bis 1933 beim Arbeitsamt Offenbach beschäftigt. Mit der Machtergreifung der Nationalsozialisten wurde er 1933 entlassen und im KZ Dachau inhaftiert. 1945 wurde er kommissarischer Leiter des Arbeitsamtes Offenbach und 1946 bis 1949 Schulrat im Hessischen Kultusministerium.
Von 1923 bis 1925 war er Stadtverordneter in Offenbach und vom 7. Dezember 1924 bis zum 7. Dezember 1931 Mitglied des Landtags des Volksstaates Hessen. Als 1929 von Innenminister Wilhelm Leuschner (SPD) das "Gesetz zur Bekämpfung des Zigeunerunwesens" zur Abstimmung vorgelegt wurde, kam die einzige Gegenstimme von Konrad von der Schmitt, der von einem "ausgesprochenen Ausnahmegesetz" sprach, das die Verfassung breche. Nach dem Zweiten Weltkrieg war er vom 30. August 1946 (als Nachrücker für Walter Fisch) bis zum 30. November 1946 Mitglied der Verfassungberatenden Landesversammlung und vom 15. Oktober 1949 (als Nachrücker für Oskar Müller) bis zum 30. November 1950 Mitglied des Hessischen Landtags.
Konrad von der Schmitt war mehrfach verheiratet. Am 8. Januar 1921 heiratete er in Darmstadt seine erste Frau Maria geborene Becker (1903–1924). 1925 heiratete er seine zweite Frau Klara, geborene Burmester (1887–1973), die er nach einer zwischenzeitlichen Scheidung am 8. Oktober 1945 in Langen erneut heiratete.